# Grand Prix Formule 1 van Monaco 1996
De Grand Prix Formule 1 van Monaco 1996 werd gehouden op 19 mei 1996 in Monaco.

## Verslag
Michael Schumacher behaalde de pole-position, maar niet zonder controverse. Terwijl Gerhard Berger aan een snelle ronde bezig was, kwam Schumacher traag uit de tunnel. Hoewel de Duitser Berger vrije baan probeerde te geven, spinde Berger achterwaarts in de chicane en ging zijn snelle ronde verloren.
Slechts 21 wagens namen de start nadat Andrea Montermini tijdens de opwarmronde was gecrasht. Damon Hill ging onmiddellijk voorbij Schumacher. Achteraan het veld begon de chaos echter al: Jos Verstappen reed rechtstreeks in de muur in de eerste bocht en de beide Minardis haakten in elkaar. Schumacher verloor ook de controle over zijn wagen en reed in de muur bij Mirabeau. In Rascasse viel Rubens Barrichello vervolgens uit na een spin. Na vijf ronden waren er nog maar 13 wagens in de running na opgaves van Ukyo Katayama, Ricardo Rosset en Pedro Diniz. Vervolgens moest Berger met versnellingsbakproblemen opgeven en Martin Brundle spinde van het circuit.
Irvine, die op de derde plaats reed, werd voorbijgegaan door Olivier Panis. Intussen viel Hill uit met versnellingsbakproblemen waardoor Jean Alesi aan kop kwam te liggen. Dit duurde slechts 20 ronden toen hij met problemen aan de ophanging moest opgeven. Hierdoor kwam Panis aan de leiding te liggen. Luca Badoer was al zesmaal gedubbeld toen hij botste met Jacques Villeneuve.
Toen de limiet van twee uur racen in het vizier kwam leidde Panis met een kleine marge op David Coulthard, met slechts vijf andere wagens in de race. Irvine spinde van de baan op dezelfde plaats als Schumacher, toen hij opnieuw op de baan probeerde te komen werd hij geraakt door Mika Salo die op zijn beurt geraakt werd door Mika Häkkinen. Alle drie de rijders moesten opgeven. Vier wagens waren nog in de race, met Heinz-Harald Frentzen die als laatste reed. In de laatste ronde gaf hij echter op, waardoor slechts drie wagens de race ook effectief beëindigden: Panis, Coulthard en Johnny Herbert. Frentzen, Salo en Häkkinen werden uiteindelijk nog geklasseerd op respectievelijk de vierde, vijfde en zesde plaats.

## Uitslag
| Positie | Nummer | Rijder                | Team               | Ronden | Tijd/Opgave            | Startplaats | Punten |
| ------- | ------ | --------------------- | ------------------ | ------ | ---------------------- | ----------- | ------ |
| 1       | 9      | Olivier Panis         | Ligier-Mugen-Honda | 75     | 2:00:45.629            | 14          | 10     |
| 2       | 8      | David Coulthard       | McLaren-Mercedes   | 75     | +4.828                 | 5           | 6      |
| 3       | 14     | Johnny Herbert        | Sauber-Ford        | 75     | +37.503                | 13          | 4      |
| NF      | 15     | Heinz-Harald Frentzen | Sauber-Ford        | 74     | +1 Ronde (Opgave)      | 9           | 3      |
| NF      | 19     | Mika Salo             | Tyrrell-Yamaha     | 70     | +5 Rondes (Botsing)    | 11          | 2      |
| NF      | 7      | Mika Häkkinen         | McLaren-Mercedes   | 70     | +5 Rondes (Botsing)    | 8           | 1      |
| NF      | 2      | Eddie Irvine          | Ferrari            | 68     | +7 Rondes (Botsing)    | 7           |        |
| NF      | 6      | Jacques Villeneuve    | Williams-Renault   | 66     | Botsing                | 10          |        |
| NF      | 3      | Jean Alesi            | Benetton-Renault   | 60     | Ophanging              | 3           |        |
| NF      | 22     | Luca Badoer           | Forti-Ford         | 60     | Botsing                | 21          |        |
| NF      | 5      | Damon Hill            | Williams-Renault   | 40     | Motor                  | 2           |        |
| NF      | 12     | Martin Brundle        | Jordan-Peugeot     | 30     | Spin                   | 16          |        |
| NF      | 4      | Gerhard Berger        | Benetton-Renault   | 9      | Versnellingsbak        | 4           |        |
| NF      | 10     | Pedro Diniz           | Ligier-Mugen-Honda | 5      | Transmissie            | 17          |        |
| NF      | 16     | Ricardo Rosset        | Arrows-Hart        | 3      | Spin                   | 20          |        |
| NF      | 18     | Ukyo Katayama         | Tyrrell-Yamaha     | 2      | Spin                   | 15          |        |
| NF      | 11     | Rubens Barrichello    | Jordan-Peugeot     | 0      | Spin                   | 6           |        |
| NF      | 1      | Michael Schumacher    | Ferrari            | 0      | Spin                   | 1           |        |
| NF      | 20     | Pedro Lamy            | Minardi-Ford       | 0      | Botsing                | 19          |        |
| NF      | 21     | Giancarlo Fisichella  | Minardi-Ford       | 0      | Botsing                | 18          |        |
| NF      | 17     | Jos Verstappen        | Arrows-Hart        | 0      | Spin                   | 12          |        |
| DNS     | 23     | Andrea Montermini     | Forti-Ford         |        | Ongeluk in opwarmronde | 22          |        |

## Wetenswaardigheden
- David Coulthard reed met Michael Schumachers reservehelm nadat het vizier van zijn helm steeds besloeg.
- Olivier Panis won zijn eerste en laatste Grand Prix. Het zou de laatste overwinning van een Fransman zijn tot de overwinning van Pierre Gasly op 6 sept 2020 op Monza.
- Ligier won voor het eerst in vijftien jaar een race, onmiddellijk ook de laatste overwinning van het team.
- Drie wagens die finishen is het minst ooit in een Formule 1-race. Ook het percentage van meeste opgaves in een race is een record: 85,7% (18 op 21).

## Statistieken
| Pole-position | Michael Schumacher | Ferrari          | 1:20.356 |
| Snelste ronde | Jean Alesi         | Benetton-Renault | 1:25.205 |

## Noot
- Dit was de vijfde podiumplaats voor Johnny Herbert.
- Eerste rondes als raceleider en eerste Grand Prix-winst voor Olivier Panis.

1929 · 1930 · 1931 · 1932 · 1933 · 1934 · 1935 · 1936 · 1937 · 1948 · 1950 · 1955 · 1956 · 1957 · 1958 · 1959 · 1960 · 1961 · 1962 · 1963 · 1964 · 1965 · 1966 · 1967 · 1968 · 1969 · 1970 · 1971 · 1972 · 1973 · 1974 · 1975 · 1976 · 1977 · 1978 · 1979 · 1980 · 1981 · 1982 · 1983 · 1984 · 1985 · 1986 · 1987 · 1988 · 1989 · 1990 · 1991 · 1992 · 1993 · 1994 · 1995 · 1996 · 1997 · 1998 · 1999 · 2000 · 2001 · 2002 · 2003 · 2004 · 2005 · 2006 · 2007 · 2008 · 2009 · 2010 · 2011 · 2012 · 2013 · 2014 · 2015 · 2016 · 2017 · 2018 · 2019 · 2020 · 2021 · 2022 · 2023 · 2024 · 2025